# Errina cheilopora
Errina cheilopora är en nässeldjursart som beskrevs av Stephen D. Cairns 1983. Errina cheilopora ingår i släktet Errina och familjen Stylasteridae. Inga underarter finns listade i Catalogue of Life.